# Henrik Ortmann
Henrik Ortmann (* 24. April 1979 in Bielefeld) ist ein ehemaliger deutscher Handballspieler.

## Karriere
Der Linksaußen- und Rückraumspieler begann seine Karriere bei der TSG Altenhagen-Heepen und rückte im Jahre 1998 in den Kader der ersten Mannschaft auf, die in der 2. Bundesliga Nord spielte. Nach dem Abstieg der Bielefelder im Jahre 2003 wechselte er zum Bundesligisten TuS N-Lübbecke, wo er drei Jahre lang spielte. In der Saison 2006/07 spielte er für den ASV Hamm-Westfalen in der 2. Bundesliga Nord; er wechselte nach nur einem Jahr zum Ligarivalen TuS Spenge. Mit den Spengeranern stieg Ortmann am Ende der Saison 2007/08 ab. Er kehrte daraufhin zu seinem mittlerweile in der Oberliga Westfalen spielenden Heimatverein zurück und stieg mit der TSG Altenhagen-Heepen prompt in die Regionalliga auf. Im Sommer 2012 beendete er seine Karriere, half in den folgenden Jahren aber immer wieder aus. Für die TSG Altenhagen-Heepen kam Ortmann auf 260 Spiele, in denen er 926 Tore erzielte.